# Johannes Hubschmid
Johannes Hubschmid (Küsnacht, 14 agosto 1916 – Heidelberg, 13 gennaio 1995) è stato un linguista svizzero.
Si dedicò alla linguistica romanza, in particolare alla linguistica storica, all'etnolinguistica, alla lessicologia, all'onomastica e all'etimologia delle lingue romanze e del substrato preindoeuropeo.

## Biografia
Ha studiato linguistica romanza e indoeuropea, tra il 1935 e il 1942, presso le università di Zurigo e Grenoble. Fu allievo, all'Università di Zurigo, di Jakob Jud, A. Steiger e M. Leumann. Dal 1944 al 1952 ha lavorato nel Servizio topografico federale. In seguito fu professore alle università di Berna e Heidelberg. A partire dagli anni Cinquanta ha pubblicato diversi studi sugli elementi preindoeuropei, soprattutto nelle lingue romanze. Ha anche studiato il basco e si è occupato della metodologia della ricerca etimologica e della toponomastica preromana. Nei suoi studi ha tenuto conto della corrente prelatina del catalano, come testimoniano i suoi contributi all'Enciclopedia Lingüística Hispánica (1960). Ha collaborato a pubblicazioni specializzate come "Rivista di filologia romanica" dell'Università di Berna, "Vox Romanica", "Rivista internazionale di onomastica", "Etimologija" di Mosca, "Eusko Jakintza" e altre.

## Opere

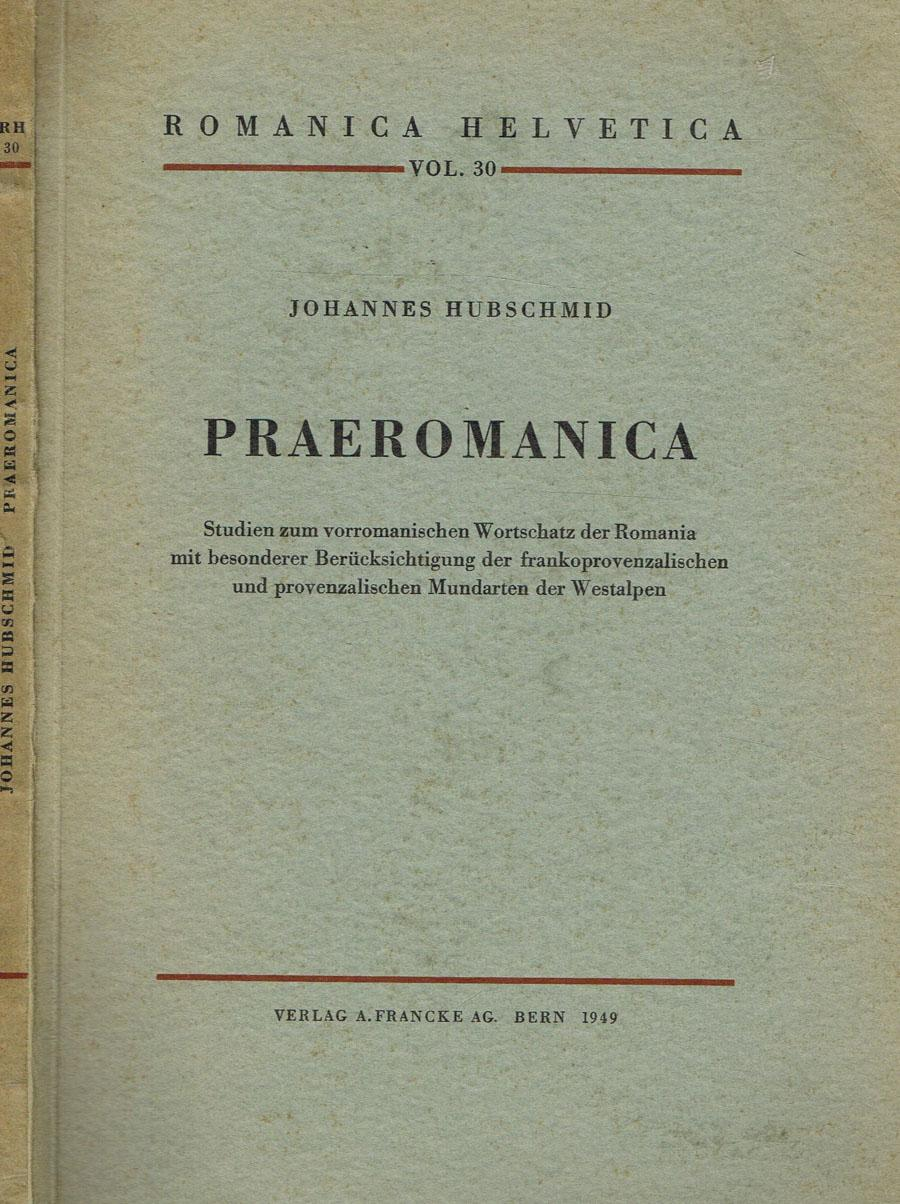
Praeromanica (1949). Romanica Helvetica, vol. 30.

- Praeromanica. Studien zum Vorromanischen Wortschatz der Romania mit besonderer Beriicksichtung der franko provenzalischen und provenzalischen Mundarten der Westalpen. Bern, Verlag A. Francké, 1949. (Romanica Helvetica, vol. 30.)
- Vorindogermanische und jüngere Wortschichten in den romanischen Mundarten der Ostalpen, mit Berücksichtigung der ladinisch-bayrisch-slowenischen Lehnbeziehungen "Zeitschrift für romanische Philologie" vol. 66 (1950) p. 1-94.
- Studien zur iberoromanischen Wortgeschichte und Ortsnamenkunde. "Boletím de Filología" vol. 12 (1951) p. 117-156.
- Sardische Studien. Das mediterrane Substrat des Sardischen, seine Beziehungen zum Berberischen und Baskischen sowie zum eurafrikanischen und hispano-kaukasischen Substrat der romanischen Sprache. Bern, A. Francke AG., 1953. 138 pagine.
- Thesaurus Praeromanicus. I: Grundlagen für ein weitverbreitetes mediterranes Substrat, dargestellt an romanischen, baskischen und vorindogermanischen p-Suffixen. Bern (1963).
- Thesaurus Praeromanicus. 2: Probleme der baskischen Lautlehre und baskisch-vorromanische. Bern (1965).
- Die "asko-/usko-" Suffixe und das Problem des Ligurischen. Paris (1969)